# Challand-Saint-Anselme
Challand-Saint-Anselme – miejscowość i gmina we Włoszech, w regionie Dolina Aosty.
Według danych na styczeń 2009 gminę zamieszkiwały 733 osoby przy gęstości zaludnienia 26,3 os./1 km².